# DJK Agon 08 Düsseldorf
Der DJK Agon 08 Düsseldorf / MSV (offiziell DJK AGON 08 - Mörsenbroicher Sportverein e.V., Düsseldorf) ist ein Fußball- / Sportverein aus dem Düsseldorfer Stadtteil Mörsenbroich. Die Abkürzung DJK steht für Deutsche Jugendkraft, siehe DJK-Sportverband. Der Begriff Agon stammt aus der griechischen Antike und bedeutet „Kampf“, „Wettkampf“ oder „Wettstreit“.

## Basketball
Die Basketballabteilung der Damen gehört mit zwölf gewonnenen deutschen Meisterschaften (1975, 1980, 1981, 1982, 1983, 1984, 1985, 1986, 1987, 1988, 1990, 1991) und sieben gewonnenen DBB-Pokalen (1980, 1981, 1983, 1984, 1985, 1986, 1988) sowie zwei zweiten Plätzen im Europapokal der Landesmeister (1983, 1986) zu den erfolgreichsten Vereinen Deutschlands. Die in ihrer erfolgreichsten Zeit von Tony DiLeo trainierte Mannschaft blieb in nationalen Wettbewerben (Meisterschaft und Pokal) 136 Spiele in Serie ungeschlagen, wodurch sie in die deutschsprachige Ausgabe des Guinness-Buchs der Rekorde aufgenommen wurde. Mäzen war der Architekt Joseph Franken, zu den namhaften Spielerinnen der Düsseldorferinnen zählten neben anderen Ana Aszalos, Denise Curry, Beth Smith, Heidi Wayment.

## Fußball
Die Fußballabteilung ist das zweite Aushängeschild des Vereins. Die 1. Mannschaft schaffte in den Spielzeiten 2004/05 bis 2010/11 den Aufstieg aus der Kreisliga C bis in die Bezirksliga. Nach dem 14. Tabellenplatz in der Spielzeit 2014/15 stieg die erste Mannschaft wieder aus der Bezirksliga ab und tritt seit der Saison 2015/16 in der Kreisliga A Düsseldorf an. Die beste Platzierung der letzten Jahre war ein 7. Platz in der Bezirksliga 2012/13. Die zweite Mannschaft spielt in der Kreisliga C. Die Jugendabteilung nimmt von den Bambini bis hin zur B-Jugend am Meisterschaftsbetrieb teil.
Überregionale Aufmerksamkeit erlangte der Verein auch durch seine jährlich stattfindende Fußballschule für Kinder von 4 bis 11 Jahren in den Sommerferien. Unter dem Motto „Sport statt Straße“ werden die Kinder eine Woche lang kostenlos von ehrenamtlichen Trainern trainiert und betreut. Das Projekt „Sport statt Straße“ erhielt bereits, als besonders integratives Projekt, verschiedene Auszeichnungen. Im Jahr 2015 feiert die Fußballschule ihr 10-jähriges Jubiläum.

## Sonstiges
Neben der Basketball- und Fußballabteilung verfügt der Verein über acht weitere Abteilungen. Der DJK Agon 08 bietet noch Tennis, Tischtennis, Gymnastik, Leichtathletik, Handball, Volleyball, Badminton und Boule an.
Die Sportanlage an der Sankt-Franziskus-Straße verfügt über ein Vereinsheim, einen Aschenplatz, einen Kunstrasenplatz, sowie eine Laufbahn.